# Anavinemina muraena
Anavinemina muraena là một loài bướm đêm trong họ Geometridae.